# Braniștea (gmina w okręgu Bistrița-Năsăud)
Braniștea – gmina w Rumunii, w okręgu Bistrița-Năsăud. Obejmuje miejscowości Braniștea, Cireșoaia i Măluț. W 2011 roku liczyła 3047 mieszkańców.